# Amiga 3000UX
Amiga 3000UX — модель семейства ПК Amiga производившаяся корпорацией Commodore и поставлявшаяся с полным портом ОС AT&T UNIX System V R4. Эта система принадлежала к High-End линейке Amiga и аппаратно была полностью идентична Amiga 3000 (даже вход в Kickstart по нажатию правой кнопки мыши в момент загрузки не был заблокирован).
В 1989 году, компания Sun Microsystems предложила корпорации Commodore начать лицензионное производство Amiga 3000UX, которые можно было бы позиционировать как Low-End вариант собственных АРМ от Sun. Впоследствии это соглашение было пересмотрено в сторону уменьшения доли Commodore, но её менеджмент продолжал считать его «огромным шагом в будущее».
Позже было замечено, что Commodore (или третья сторона) начали продавать Amiga 3000UX, в коробках и корпусах от обычных Amiga 3000, поскольку некоторые покупатели Amiga 3000 обнаруживали маркировку Amiga 3000UX на своей материнской плате.
Очередной исторический анекдот связан с боязнью корпорации Commodore ущемить AmigaOS соседством с UNIX в одной коробке. По этой причине UNIX пользователям поставлялся записанным на ленте для стримера (вместо дискет). Это едва ли не решающая причина, по которой UNIX не получил среди пользователей Amiga широкого распространения. Но среди студий занятых в сфере создания графики высокого качества и компаний-разработчиков виртуальных машин, UNIX был популярен, а к Amiga 3000UX надолго пристало прозвище «мейнфрейм на чипах».
| Производитель | Commodore                                                                            |
| Процессор     | Motorola MC68030 16 или 25 МГц                                                       |
| Сопроцессор   | Motorola MC68881 16МГц или MC68881 25МГц (FPU)                                       |
| Чипсет        | ECS (Paula, Fat Agnus, SuperDenise, Fat Gary, Amber, SuperBuster, SuperDMAC, Ramsey) |
| Память        | 1-2 Mб Chip, 1-16Мб Fast (ZIP)                                                       |
| Дисковод      | 3,5" 880 Кб                                                                          |
| Винчестер     | 3,5" SCSI HD (40 или 100Мб)                                                          |